# كارميلا زومبادو
كارميلا زومبادو هي ممثلة أمريكية ولدت في 27 فبراير 1991.